# Entrevías
Pour les articles homonymes, voir Entrevías (homonymie).
Entrevías (anciennement Poblado Dirigido de Entrevías) est un quartier de la ville de Madrid, situé dans le district de Puente de Vallecas. 
Quelque 35 315 personnes y vivent (recensement municipal de la mairie de Madrid, 2021).

## Dénomination
Le quartier d'Entrevías doit son nom au fait de se trouver entouré de tous côtés par des voies ferroviaires (traduction littérale en français : Entre les voies, ou d’après un hispanophone natif : Entre des voies).
Cet enclavement est en passe d'être résorbé par des travaux d'aménagement de la mairie de Madrid.

## Fêtes
Deux fêtes annuelles sont célébrées dans le quartier :
- Le jour de San Isidro, le 15 mai[3];
- La Fête du quartier d'Entrevías, entre la dernière semaine de juin et la première de juillet dans le Parque de los Arbolitos[4].

## Lieux notables
- Parque Forestal de Entrevías (es) (en français : parc forestier d'Entrevías) : il s'agit de l'un des plus grands parcs urbains de Madrid depuis les années 1970[5] ;
- La gare ferroviaire d'Entrevías, renommée en 1999 : Asamblea de Madrid-Entrevías ;
- L'Assemblée de Madrid, le parlement régional de la communauté autonome de Madrid.

## Célébrité internationale
Ce quartier de Madrid, où les habitants ont le revenu le plus faible de la capitale espagnole et qui connaît une certaine paupérisation est popularisé depuis 2022 par la série produite par Netflix, Entrevías, d'Aitor Gabilondo et David Bermejo, avec notamment les comédiens José Coronado, Maria Molins, Luis Zahera et Laura Ramos,  ainsi que les jeunes acteurs Nona Sobo, Felipe Londoño et María de Nati.